# レフトオーバー・サーモン
レフトオーバー・サーモン（Leftover Salmon）はコロラド州ボルダ―のジャムバンド。1989年結成。ブルーグラス、ロック、カントリー、ケイジャン、サディコをブレンドし、"Polyethnic Cajun Slamgrass"を名乗る。2005年に一旦活動を休止、2007年に部分的に再活動。

## 歴史
レフトオーバー・サーモンは1989年に、地元のバンドであったVince HelmanのSalmon Headsが、Left Hand String BandのメンバーであったDrew Emmitt, Glenn Keefe, Mark Vannをバンドへと誘ったことにより結成。二つのバンド名を合わせてレフトオーバー・サーモンというバンド名になる。メンバーは次第に変わっていったが、Drew Emmitt, Vince Herman, Mark Vannの三人は"ビッグ・スリー"と呼ばれ、Vannが無くなる2002年まで共にバンドに在籍していた。
1993年に"Bridges to Bert"のリリース、1995年にライブ"Ask the Fish"を行った後、H.O.R.D.E.フェス・ツアーに参加し、ハリウッド・レコードとつながりをもつ。ハリウッドでのデビューアルバムと、ゲストにキーボードのピート・シアーズを迎えたセカンドアルバム"Euphoria"で自分たちのサウンドを明確にし、クラシカルな曲を数多く自分たちの演奏に導入した。2000年、以前デレク・トラック・バンドに在籍していたビル・マッケイがバンドのキーボード兼ボーカルとして加入し、バンドは何曲か彼の曲をレコーディング。彼は2011年後期までバンドに在籍した。
2002年5月、創設メンバーだったバンジョー弾きのマーク・バンが癌との闘病の末に他界。彼の後をノーム・ピケルニーが継ぐ。
2004年、レフトオーバー・サーモンがその年をもって、活動休止にはいる事を発表。
2006年11月レフトオーバー・サーモンのドキュメンタリー映画"Years in Your Ears"のDVDがリリース。
レフトオーバー・サーモンは2007年に再結成し、カルフォルニア州クインシーのHigh Sierra Music Festival、ウェストバージニアのthe All Good Festivalやデンバー、ボルダー、コロラドといったフェスで出演。2007年6月27日のテルライド・ブルーグラス・フェスで、"Drew Emmitt and Vince Herman and Friends"というバンド名でエントリーし、非公式にレフトオーバー・サーモンの復帰を果たす。ヤンダー・マウンテン・ストリング・バンドのジェフ・オースティンに「今日の出演プログラムに何か言うべきことがあるのは分かっているが、ここで何が起こるか我々はみな知っていると思う」と紹介した。
メンバーはそれぞれに様々な活動をしてるが、2008年、2009年には夏の間に7度の出演を果たす。新年スペシャルライブで、コロラドのCrested Butteで出演し、バンド結成20年を祝った。この20周年アニバーサリーツアーの間に、デンバーとボルダーで4度の出演を果たす。バンジョーにアンディ・ソーンが加入してから、以前よりもツアーを行うようになった。
2012年5月22日、2004年の活動休止後、初となるアルバム"Aquatic Hitchhiker"をリリース。
2012年5月19日より、ブレッケンリッジのホエール・テール・バーで"house band"としての活動もしている。

## メンバー

### 現在のメンバー
- バインス・ヘルマン – ボーカル, ギター, ウォッシュボード (1989–)
- Drew Emmitt – ボーカル, マンドリン, フィドル, エレキギター (1989–)
- グレッグ・ギャリソン – ベース, ボーカル (2000–)
- Alwyn Robinson – ドラム (2013–)
- Andy Thorn – バンジョー, エレキバンジョー, ボーカル (2010–)
- ビル・ペイン - ピアノ, オルガン, ボーカル (2014-)

### 過去に在籍したメンバー
- Mark Vann – バンジョー, エレキバンジョー (1989–2002)
- Michael Wooten – ドラム (1989–1997)
- Glenn Keefe – ベース (1989–1991)
- Joe Jogerst – キーボード (1989–1993)
- Tye North – ベース (1993–2000)
- ノーム・ピケルニー – ベンジョー, エレキバンジョー (2002–2008)
- Matt Flinner – バンジョー (2009–2010)
- Jeff Sipe – ドラム (1997–2000, 2009–2011)
- Bill McKay – キーボード, ボーカル (2000–2011)

Featured Artists
- Danny Boone Featured in Nashville Sessions
- Waylon Jennings
- ランディ・スクラッグス

## ディスコグラフィー
| Year | Title                  | Label         |
| ---- | ---------------------- | ------------- |
| 1993 | Bridges to Bert        | Whirled Beets |
| 1995 | Ask the Fish           | Bert          |
| 1997 | Euphoria               | Hollywood     |
| 1999 | The Nashville Sessions | Hollywood     |
| 2002 | Live                   | Compass       |
| 2004 | Leftover Salmon        | Compendia     |
| 2012 | Aquatic Hitchhiker     | Los Records   |
| 2014 | High Country           | Los Records   |

## 参考資料
1. ↑  https://archive.org/details/LOS2007-06-24.flac
2. ↑  Amazon Music "".